# Tashtun
Tashtun (in armeno Տաշտուն) è un comune di 134 abitanti (2010) della Provincia di Syunik in Armenia.